# Ivan Miljković
Ivan Miljković – em sérvio Иван Миљковић (Nis, 13 de setembro de 1979) - é um jogador de voleibol ítalo-sérvio que, atuando como atacante oposto da antiga seleção da Iugoslávia, foi campeão olímpico em Sydney 2000.

## Carreira

### Clubes
- Partizan Belgrado: 1997–2000
- Macerata: 2000-2007
- Roma: 2007-2008
- Olympiakos: 2008 - 2010
- Fenerbahçe Istanbul: 2010-2015
- Cucine Lube Treia: 2015-

### Seleção
- Sérvia*: 1998-2012

*A República Federal da Iugoslávia, neste período, passou a denominar-se Sérvia e Montenegro e, atualmente, Sérvia.

## Principais títulos
- Jogos Olímpicos: 2000
- Campeonato Europeu: 2001 e 2011
- Liga dos Campeões da CEV: 2002
- Copa da CEV: 2001, 2005 e 2006
- Campeonato Italiano: 2006
- Copa Itália: 2001 e 2003
- Campeonato Grego: 2009
- Campeonato Turco: 2011 e 2012
- Copa da Turquia: 2012
- Supercopa Turca: 2011 e 2012
- Chanllenge Cup: 2014

Individuais
- Melhor jogador (MVP-Most Valuable Player) e maior pontuador do Campeonato Europeu de 2001
- Maior pontuador da Liga Mundial de 2002
- Melhor jogador (MVP) e maior pontuador da Liga Mundial de 2003
- Melhor jogador (MVP) e maior pontuador da Liga Mundial de 2005
- Maior pontuador do Campeonato Europeu de 2005
- Maior pontuador da Liga Mundial de 2008
- Maior pontuador da Liga Mundial de 2009
- Melhor jogador (MVP) do Campeonato Europeu de 2011